# 돗대기새우과
돗대기새우과(Pasiphaeidae)는 십각목 생이하목에 속하는 갑각류과의 하나이다. 돗대기새우상과(Pasiphaeoidea)의 유일한 과로 현존하는 7개 속을 포함하고 있다.

## 하위 속
- Alainopasiphaea Hayashi, 1999
- Eupasiphae Wood-Mason, 1893
- Glyphus Filhol, 1884
- Leptochela Stimpson, 1860 - 돗대기새우(Leptochela (Leptochela) gracilis), 둥근돗대기새우(Leptochela (Leptochela) sydniensis) 포함
- Parapasiphae Smith, 1884
- Pasiphaea Savigny, 1816
- Psathyrocaris Wood-Mason, 1893